# 小鸡炖蘑菇
小鸡炖蘑菇是一道起源于东北的东北菜，采用东北地区当地的榛蘑以及鸡肉炖制而成。

## 烹饪方法
最基本的小鸡炖蘑菇可以是先将鸡肉同葱姜炒匀，再加水煮开，最后放入蘑菇炖熟。可以根据自己的喜好加入土豆或粉条等食物。

## 起源
小鸡炖蘑菇的起源说法众多，至少在清王朝乾隆时期就以「口蘑肥鸡热锅」的名字出现在皇帝的菜单上
。